# Selección de baloncesto sub-18 de Kosovo
La Selección de baloncesto sub-18 de Kosovo (en albanés: Kombëtarja e basketbollit të Kosovës nën 18 vjeçen serbio: Кошаркашкa репрезентација Косова до 18. године, lit. 'Košarkaška reprezentacija Kosova do 18. godine') y está regido por la Federación de Baloncesto de Kosovo.

## Participaciones

### Campeonato Europeo de Baloncesto Masculino Sub-18
| Año         | Fase                                      | Pos.                                      | PJ                                        | PG                                        | PP                                        |
| ----------- | ----------------------------------------- | ----------------------------------------- | ----------------------------------------- | ----------------------------------------- | ----------------------------------------- |
| 1964 a 1998 | Parte de Yugoslavia y Serbia y Montenegro | Parte de Yugoslavia y Serbia y Montenegro | Parte de Yugoslavia y Serbia y Montenegro | Parte de Yugoslavia y Serbia y Montenegro | Parte de Yugoslavia y Serbia y Montenegro |
| 2000 a 2014 | No es miembro de FIBA Europa              | No es miembro de FIBA Europa              | No es miembro de FIBA Europa              | No es miembro de FIBA Europa              | No es miembro de FIBA Europa              |
| 2015        | No entró                                  | No entró                                  | No entró                                  | No entró                                  | No entró                                  |
| 2016 a 2019 | No clasificó                              | No clasificó                              | No clasificó                              | No clasificó                              | No clasificó                              |
| 2021        | Por determinar                            | Por determinar                            | Por determinar                            | Por determinar                            | Por determinar                            |
| Total       | -                                         | 0/35                                      | 0                                         | 0                                         | 0                                         |

### Campeonato Europeo de Baloncesto Masculino Sub-18 (División B)
| Año         | Fase                         | Pos.                         | PJ                           | PG                           | PP                           |
| ----------- | ---------------------------- | ---------------------------- | ---------------------------- | ---------------------------- | ---------------------------- |
| 2005 a 2014 | No es miembro de FIBA Europa | No es miembro de FIBA Europa | No es miembro de FIBA Europa | No es miembro de FIBA Europa | No es miembro de FIBA Europa |
| 2015 a 2018 | No clasificó                 | No clasificó                 | No clasificó                 | No clasificó                 | No clasificó                 |
| 2019        | Fase de grupos               | 23°                          | 5                            | 0                            | 5                            |
| 2021        | Por determinar               | Por determinar               | Por determinar               | Por determinar               | Por determinar               |
| Total       | -                            | 1/15                         | 5                            | 0                            | 5                            |

### Campeonato Europeo de Baloncesto Masculino Sub-18 (División C)
| Año         | Fase                         | Pos.                         | PJ                           | PG                           | PP                           |
| ----------- | ---------------------------- | ---------------------------- | ---------------------------- | ---------------------------- | ---------------------------- |
| 1997 a 1999 | Parte de Serbia y Montenegro | Parte de Serbia y Montenegro | Parte de Serbia y Montenegro | Parte de Serbia y Montenegro | Parte de Serbia y Montenegro |
| 2001 a 2014 | No es miembro de FIBA Europa | No es miembro de FIBA Europa | No es miembro de FIBA Europa | No es miembro de FIBA Europa | No es miembro de FIBA Europa |
| 2015        | No entró                     | No entró                     | No entró                     | No entró                     | No entró                     |
| 2016        | Medalla de bronce            | 3°                           | 6                            | 5                            | 1                            |
| 2017        | Fase de grupos               | 5°                           | 3                            | 1                            | 2                            |
| 2018        | Medalla de oro               | 1°                           | 5                            | 4                            | 1                            |
| Total       | -                            | 0/35                         | 0                            | 0                            | 0                            |

## Equipo

### Equipo actual
La siguiente es la lista de Kosovo que fue convocada para la División C del Campeonato FIBA Europa Sub-18 2018.
| Pos. | N.º | Nombre           | Fecha de nacimiento                | Altura          | Club              | Equipo técnico                                                                        |
| ---- | --- | ---------------- | ---------------------------------- | --------------- | ----------------- | ------------------------------------------------------------------------------------- |
| G    | 0   | Ademi, Mendrit   | 5 de mayo de 2000 (18 años)        | 1,85 m (6′ 1″)  | Kosova Vushtrri   | Entrenador - Ibrahim Karabeg Entrenador asistente (s) - Gyltekin Selimi - Ilmen Bajra |
| SF   | 1   | Dervishi, Baton  | 21 de marzo de 2000 (18 años)      | 1,80 m (5′ 11″) | Kosova Vushtrri   | Entrenador - Ibrahim Karabeg Entrenador asistente (s) - Gyltekin Selimi - Ilmen Bajra |
| SF   | 5   | Ismaili, Meriton | 3 de abril de 2000 (18 años)       | 1,91 m (6′ 3″)  | Prishtina e Re    | Entrenador - Ibrahim Karabeg Entrenador asistente (s) - Gyltekin Selimi - Ilmen Bajra |
| SF   | 7   | Sholla, Erhan    | 10 de febrero de 2001 (17 años)    | 1,97 m (6′ 6″)  | Kosova Vushtrri   | Entrenador - Ibrahim Karabeg Entrenador asistente (s) - Gyltekin Selimi - Ilmen Bajra |
| G/F  | 9   | Krasniqi, Rilind | 4 de septiembre de 2000 (17 años)  | 1,91 m (6′ 3″)  | Golden Eagle Ylli | Entrenador - Ibrahim Karabeg Entrenador asistente (s) - Gyltekin Selimi - Ilmen Bajra |
| G/F  | 11  | Sollova, Engjull | 29 de abril de 2000 (18 años)      | 1,91 m (6′ 3″)  | Desconocido       | Entrenador - Ibrahim Karabeg Entrenador asistente (s) - Gyltekin Selimi - Ilmen Bajra |
| G    | 13  | Neziri, Leon     | 6 de septiembre de 2000 (17 años)  | 1,88 m (6′ 2″)  | Desconocido       | Entrenador - Ibrahim Karabeg Entrenador asistente (s) - Gyltekin Selimi - Ilmen Bajra |
| G    | 14  | Uka, Rron        | 10 de septiembre de 2000 (17 años) | 2,00 m (6′ 7″)  | Ravoheci          | Entrenador - Ibrahim Karabeg Entrenador asistente (s) - Gyltekin Selimi - Ilmen Bajra |
| C    | 34  | Emerllahu, Rinor | 20 de agosto de 2000 (17 años)     | 2,07 m (6′ 9″)  | Desconocido       | Entrenador - Ibrahim Karabeg Entrenador asistente (s) - Gyltekin Selimi - Ilmen Bajra |
| PF   | 35  | Kapiti, Dardan   | 22 de marzo de 2000 (18 años)      | 2,07 m (6′ 9″)  | Apollo Amsterdam  | Entrenador - Ibrahim Karabeg Entrenador asistente (s) - Gyltekin Selimi - Ilmen Bajra |
| G/F  | 69  | Pallushi, Idoll  | 6 de enero de 2000 (18 años)       | 1,93 m (6′ 4″)  | Bashkimi Prizren  | Entrenador - Ibrahim Karabeg Entrenador asistente (s) - Gyltekin Selimi - Ilmen Bajra |
| PG   | 72  | Maksaqi, Gazzali | 29 de agosto de 2000 (17 años)     | 1,85 m (6′ 1″)  | Sigal Prishtina   | Entrenador - Ibrahim Karabeg Entrenador asistente (s) - Gyltekin Selimi - Ilmen Bajra |